# (5895) 1982 UF2
(5895) 1982 UF2 (1982 UF2, 1989 UG6) — астероїд головного поясу.
Тіссеранів параметр щодо Юпітера — 3,582.